# Siemens-Schuckert D.IV
A Siemens-Schuckert D.IV egy a Siemens-Schuckert-Művek által előállított együléses német vadászgép volt az első világháború utolsó hónapjaiban és a háború legkiválóbb német vadászgépének számított.

## Kifejlesztése
A D.IIc prototípusból és a korábbi Siemens-Schuckert D.III modellből D.IV megjelöléssel fejlesztett ki Harald Wolff mérnök egy magassági vadászgépet keskenyebb szárnyfelületekkel, melyből 280 darabot rendeltek meg. A mindössze 1 m szélességű szárnyfelülete révén a korábbi variánsnál gyorsabb tudott lenni, miközben a fordulékonyságából és a nagy magasságban való teljesítményéből sem veszített.
Wolff a következőnek szánt variánst 1918 májusában mutatta be Siemens-Schuckert D.V megjelöléssel egy adlershofi összehasonlító repülés alkalmával. 1919-ben még két felsőszárnyas kialakítású Siemens-Schuckert D.VI-ost teszteltek, mely az első olyan gép volt, amelyik ledobható póttartályokkal volt felszerelhető és 220 km/h volt a végsebessége, a hatótávolsága 450 km volt és mindössze 8,3 perc alatt érte el a 8000 méteres magasságot. Ez a repülőgép a Siemens-Schuckert E.I jelölést kapta. Ezzel párhuzamosan fejlesztettek ki egy háromfedelű vadászgépet is Siemens-Schuckert Dr.I jelöléssel, de ebből egy sem készült el.

## Bevetése a világháborúban
Az első D.IV-es 1918 áprilisában került a frontra a 2. vadászezred kötelékében frontpróbára. Az első szériában gyártott példányok 1918 augusztusában kerültek a fontra, de a háború végéig összesen csak 60 érkezett be a 11., 14., és 22. vadászszázadokhoz (Jastákhoz). A repülőgéppel a nagyméretű propellere és a magas futóműve miatt nehezen lehetett landolni, viszont a felszálláshoz elég volt egy rövidebb kifutópálya is és könnyen manőverezhető volt. Különösen 4000 méteres magasság felett voltak kiemelkedőek a repülési tulajdonságai, melyek még a Fokker D.VII-énél is jobbak voltak. Számos összehasonlító teszt elvégzése után a Siemens-Schuckert D.IV-et nevezték meg a legjobb német vadászgépnek, de a háború végéig csak csekély számban tudtak gyártani belőle.

### Háború utáni hasznosítása
A sorozatgyártása a háború után is folytatódott és privát személyeknek adták el az elkészült gépeket. Egy részüket a svájci légierő vette meg és az 1920-as évek végéig hadrendben tartotta őket. 
A Berlin-gatow-i Hadtörténeti Múzeumban egy D.IV replika van kiállítva.

## Technikai adatok

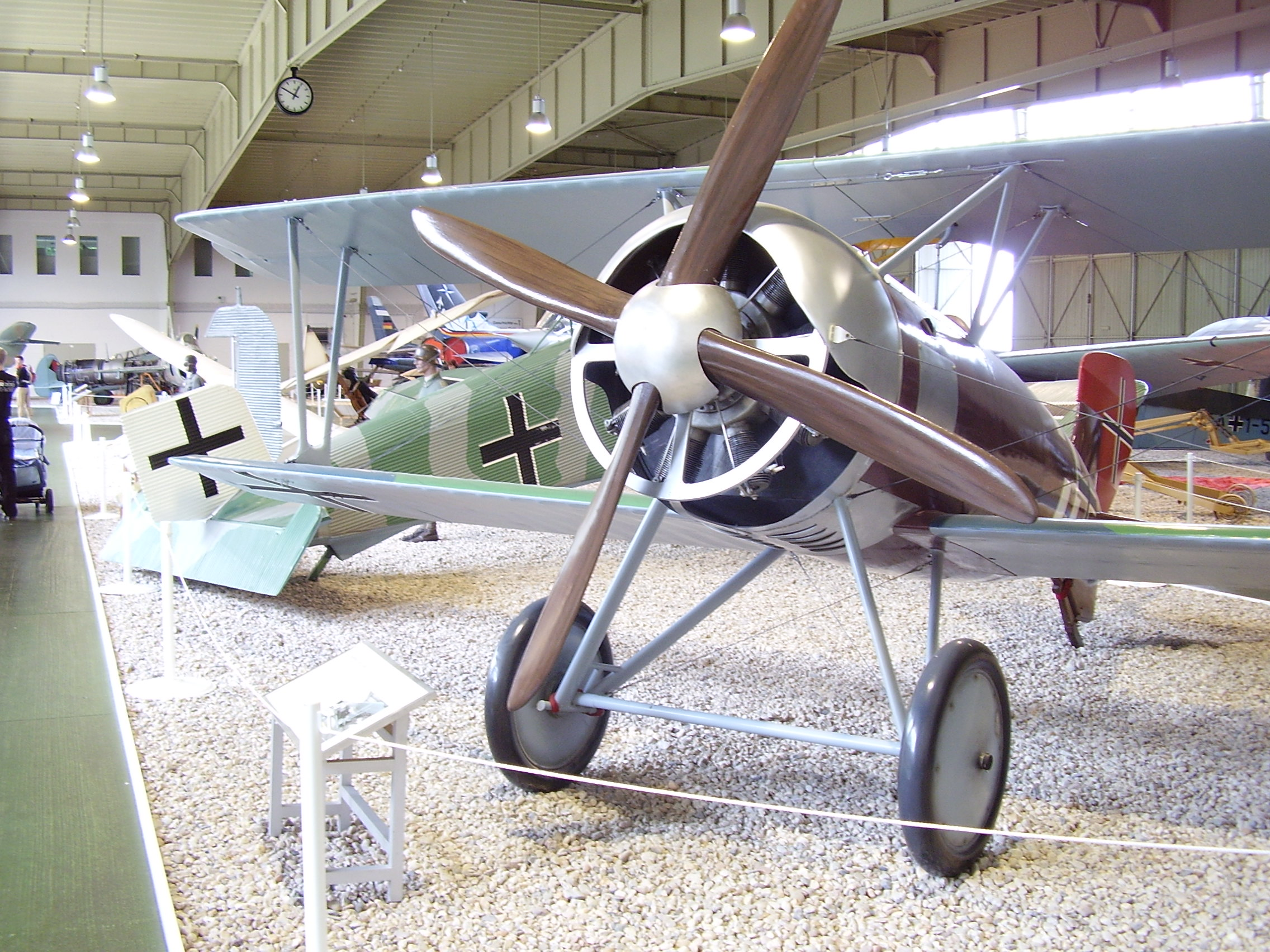
A Siemens-Schuckert D.IV egy replikája a Berlin-gatow-i Hadtörténeti Múzeumban

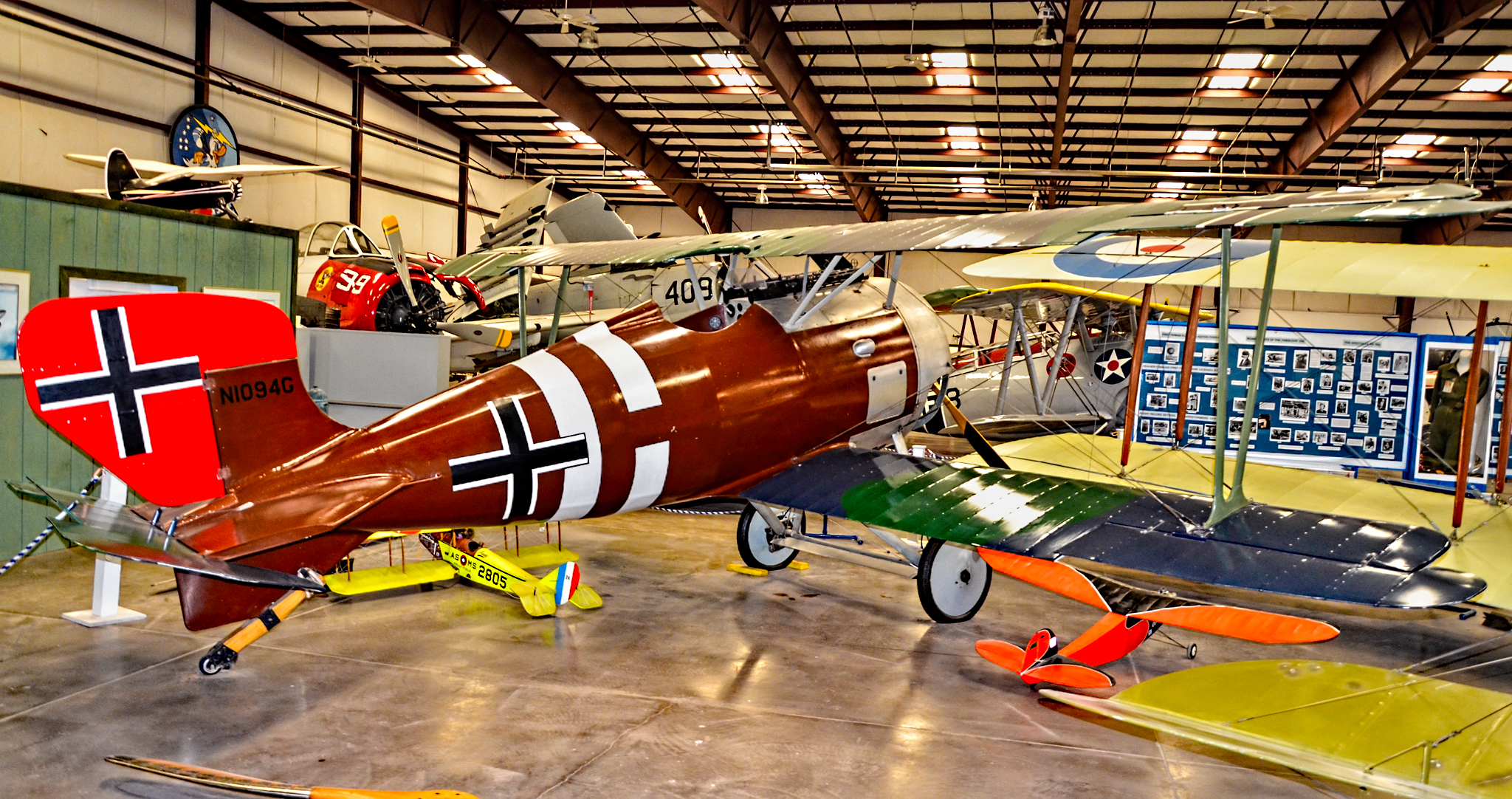
A gép egy másik replikája egy arizonai múzeumban

|                          | Adatok                                                               |
| ------------------------ | -------------------------------------------------------------------- |
| Legénység                | 1                                                                    |
| Hossz                    | 5,70 m                                                               |
| Szárnyfesztávolság       | 8,35 m                                                               |
| Magasság                 | 2,70 m                                                               |
| Szárnyfelület            | 15,12 m²                                                             |
| Üres súly                | 540 kg                                                               |
| Felszálló súly           | 735 kg                                                               |
| Motor                    | egy 11-hengeres Siemens & Halske Sh.IIIa forgómotor (210 le; 154 kW) |
| Csúcssebesség            | 190 km/h                                                             |
| Emelkedési idő           | 1000 m: 1,9 perc                                                     |
|                          | 3000 m: 6,4 perc                                                     |
|                          | 5000 m: 12,1 perc                                                    |
|                          | 6000 m: 15,5 perc                                                    |
|                          | 8100 m: 36 perc                                                      |
| Szolgálati csúcsmagasság | 8000 m                                                               |
| Hatótávolság             | 380 km                                                               |
| Repülési időtartam       | 2 óra                                                                |
| Fegyverzet               | 1 × MG 08/15                                                         |

## Fordítás
- Ez a szócikk részben vagy egészben  a   Siemens-Schuckert D.IV című német Wikipédia-szócikk ezen változatának fordításán alapul.  Az eredeti cikk szerkesztőit annak laptörténete sorolja fel. Ez a jelzés csupán a megfogalmazás eredetét és a szerzői jogokat jelzi, nem szolgál a cikkben szereplő információk forrásmegjelöléseként.

## Forrás
- Enzo Angelucci/Paolo Matricardi: Die Flugzeuge. Von den Anfängen bis zum Ersten Weltkrieg. Falken-Verlag, Wiesbaden 1976, ISBN 3-8068-0391-9, (Falken-Handbuch in Farbe).
- Peter M. Grosz: SSW D.III – D.IV. Windsock Datafile 29, Albatros Productions Ltd. 1991, ISBN 0-948414-33-2.
- Kenneth Munson: Kampfflugzeuge 1914–19. Zürich 1968.
- Günter Kroschel/Helmut Stützer: Die deutschen Militärflugzeuge 1910–1918. Lohse-Eissing, Wilhelmshaven 1977, ISBN 3-920602-18-8.
- Heinz Nowarra: Die Entwicklung der Flugzeuge 1914–1918. Lehmanns, München 1959.

## Linkek
- (1919. március 13.) „The Siemens Type D IV Single-Seater Fighter” (PDF). Flight XI (11), 332–339. o. No. 533. (Hozzáférés: 2011. január 12.)